# Reconquista (México)

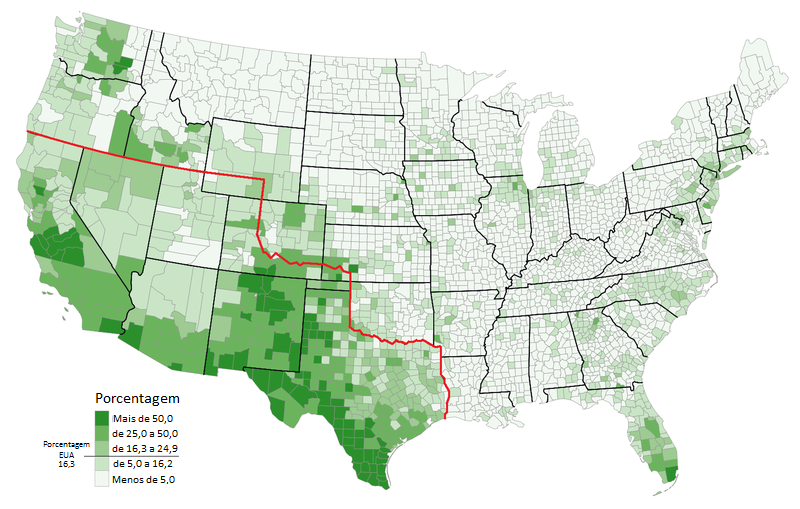
A população hispânica e latino-americana nos Estados Unidos, em 2010 e a fronteira mexicano-americana de 1836 demarcada em vermelho.

A Reconquista é um termo que é usado (não exclusivamente) para descrever a visão de diferentes indivíduos, grupos e / ou nações de que o
Sudoeste dos Estados Unidos deve ser política ou culturalmente reconquistado pelo México. Essas opiniões são frequentemente formadas com base no fato de que esses territórios foram reivindicados pela Espanha durante séculos e reivindicados pelo México desde 1821 até serem cedidos aos Estados Unidos na Anexação do Texas (1845) e na Cessão Mexicana Cessão Mexicana (1848), como consequência da Guerra Mexicano-Americana.

## Uso histórico
Originalmente foi uma analogia à Reconquista Espanhola após a invasão muçulmana da Península Ibérica, atualmente, o termo é amplamente usado para se referir as supostas intenções de grupos mexicanos em promover a reconquista dos antigos territórios perdidos pelo México na Guerra Mexicano-Americana.

## Visões culturais

### Escritores mexicanos
Em um artigo de 2001 no portal da web latino-americano Terra intitulado "Avanço da língua espanhola e hispânicos é como uma Reconquista", Elena Poniatowska disse:
Um meio de comunicação nos Estados Unidos declarou recentemente que em alguns lugares como Los Angeles, se não falava espanhol, estava "deslocado". É uma espécie de reconquista de territórios perdidos que têm nomes em espanhol e que já foram mexicanos.

[Com um tom cordial, fazendo pausas e com um sorriso nos lábios, o escritor mexicano comentou com satisfação a mudança que está ocorrendo nos EUA em relação à percepção dos hispânicos e ao progresso da comunidade Latina nos movimentos migratórios.]

O povo da barata, da pulga, que vem da pobreza e da miséria, está lentamente avançando em direção aos Estados Unidos e devorando-a. Eu não sei o que é isso tudo [em referência ao suposto racismo que pode ostensivamente ainda ser percebido nos EUA e em outros países], mas [o racismo] parece ser uma doença inata na humanidade.
Em seu discurso no II Congresso Internacional de Língua Espanhola realizado em Valladolid, Espanha, em 2003, intitulado "Unidade e Diversidade do Espanhol, Língua de Encontros", no que se refere à "reconquista", Carlos Fuentes disse:
Bem, eu acabei de usar uma expressão inglesa (uma referência a ter dito 'brain trust' no parágrafo anterior) e isso me traz de volta ao continente americano, onde 400 milhões de homens e mulheres, desde Río Bravo a Cabo Horn, falam espanhol nos antigos domínios da coroa espanhola por 300 anos; mas em um continente onde, no norte do México, nos Estados Unidos, outros 35 milhões de pessoas também falam espanhol, e não apenas no território que pertenceu primeiro à Nova Espanha e ao México até 1848 - na fronteira sudoeste que se estende do Texas para Califórnia - mas para o Pacífico norte do Oregon, para o centro-oeste de Chicago e até mesmo para a costa leste da Cidade de Nova York.

Por isso, fala-se de uma reconquista dos antigos territórios do Império Espanhol na América do Norte. Mas devemos chamar a atenção para o fato de que precisamos ir além do número de quantas pessoas falam espanhol para a questão de saber se o espanhol é ou não competitivo nos campos da ciência, filosofia, ciência da computação e literatura em todo o mundo, uma questão levantada recentemente por Eduardo Subirats.
Podemos responder negativamente, que não, no campo da ciência, apesar de termos cientistas proeminentes, não podemos acrescentar, assim diz o grande homem colombiano da ciência, Manuel Elkin Patarroyo, não temos, na Ibero-América, mais que 1% dos cientistas do mundo.

Em outra parte de seu discurso, Fuentes retorna brevemente à sua ideia de "reconquista":
É interessante notar a aparição de um novo fenômeno linguístico que Doris Sommer, da Universidade de Harvard, chama com graça e precisão, "a mistura continental", espanglês ou espanglés, já que, às vezes, a expressão inglesa é usada e, outras vezes, a expressão espanhola, é um fenômeno de fronteira fascinante, perigoso, às vezes, sempre criativo, necessário ou fatal como os antigos encontros com o náhuatl (língua asteca), por exemplo, graças à língua espanhola e algumas outras línguas, podemos hoje dizer chocolate, tomate, abacate, e se alguém não diz peru selvagem (guajolote), pode-se dizer peru (pavo), é por isso que os franceses converteram a nossa palavra de peru americano (guajolote) em aves das Índias, oiseaux des Indes o dindon, enquanto os povos ingleses, completamente desorientado em relação à geografia, lhe dá o estranho nome de Turkey (nome do país), turkey (ave), mas, talvez devido a algumas ambições que não são confessáveis no Mediterrâneo, e de Gibraltar para o estreito de Bósforos.

Em resumo, reconquista hoje, mas, pré-factum, reconquista - nos levará ao factum. A conquista e colonização das Américas por meio das forças armadas e humanidades da Espanha era um paradoxo múltiplo. Foi uma catástrofe para as comunidades indígenas, notável pelas grandes civilizações indígenas do México e do Peru.
Mas uma catástrofe, adverte María Zambrano , é apenas catastrófica se nada resgatar dela.

Da catástrofe da Conquista, todos nós nascemos, índios-ibero-americanos. Imediatamente, éramos mestiços, mulheres e homens de sangue índio, espanhóis e, mais tarde, africanos. Nós éramos católicos , mas nosso cristianismo estava no refúgio sincrético das culturas indígenas e africanas. E nós falamos espanhol, mas nós lhe demos uma inflexão americana, peruana, mexicana à língua ... a língua espanhola deixou de ser a língua do Império, e se transformou em algo muito mais ... [tornou-se] a linguagem universal do Império. reconhecimento entre as culturas europeia e indígena ...
Assim, o conceito de reconquista de Poniatowska e Fuentes pode ser visto como uma metáfora para as tendências lingüísticas por um grupo diverso de povos que compartilham uma conexão comum e histórica com a língua espanhola nas Américas ao longo de 500 anos, que, aliás, inclui a região fronteiriça do Sudoeste dos Estados Unidos.

### Frente Nacionalista do México

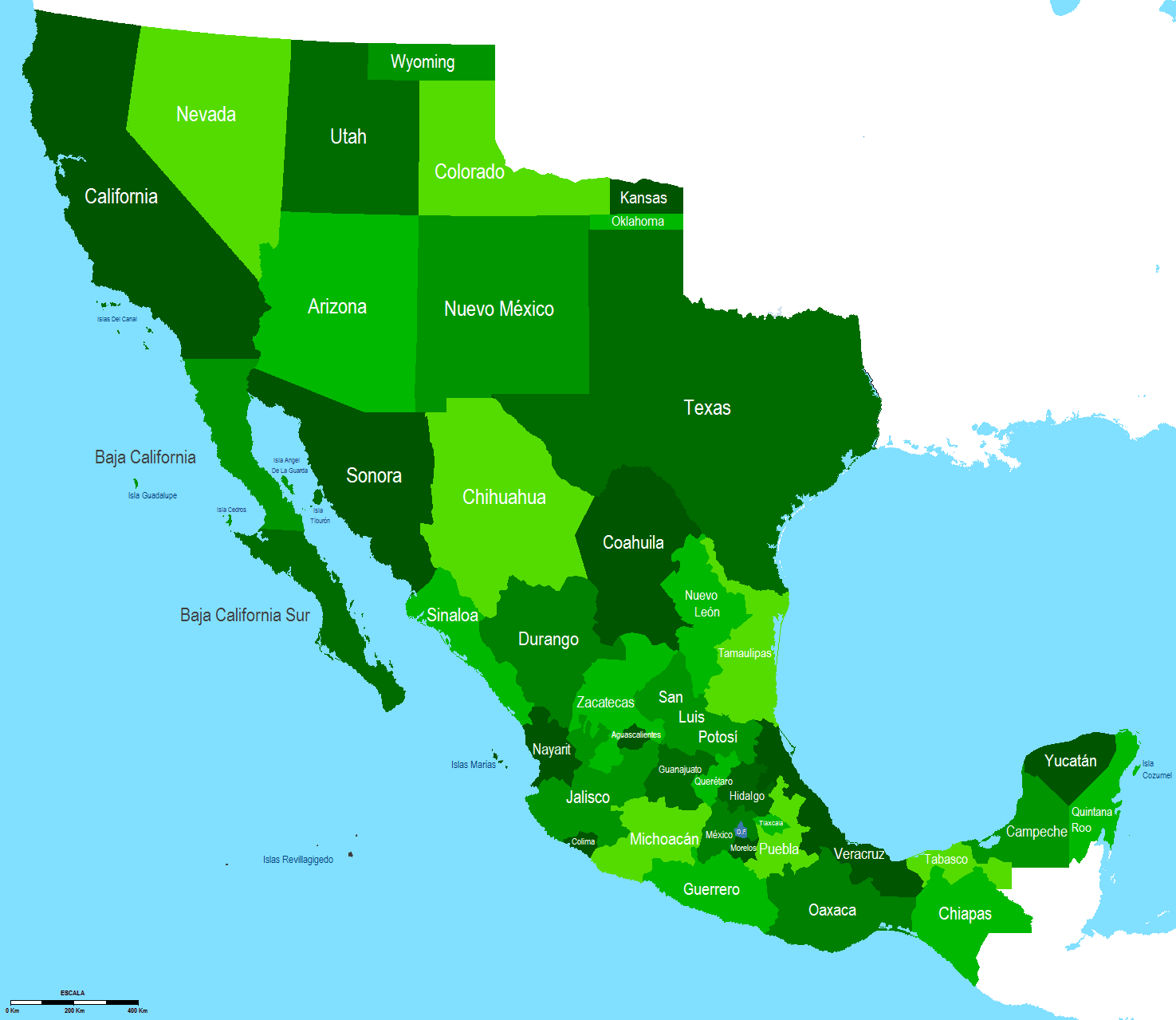
Mostrando o México com 41 estados, caso recuperasse seus antigos territórios

O grupo marginalista Frente Nacionalista do México se opõe ao que vê como influências culturais anglo-estadunidense e rejeita o Tratado de Guadalupe Hidalgo, bem como o que seus membros consideram como "ocupação americana" do território anteriormente pertencente ao México e que agora formam o Sudoeste dos Estados Unidos.
Em seu site, a frente afirma:

Rejeitamos a ocupação de nossa nação em seus territórios do norte, uma importante causa de pobreza e emigração. Exigimos que nossa reivindicação de todos os territórios ocupados a força pelos Estados Unidos seja reconhecida em nossa Constituição, e defenderemos corajosamente, de acordo com o princípio da autodeterminação para todos os povos, o direito do povo mexicano de viver no país. todo o nosso território dentro de suas fronteiras históricas, como eles existiram e foram reconhecidos no momento da nossa independência.

### Charles Truxillo
Um proeminente defensor da Reconquista foi o ativista chicano e professor adjunto Charles Truxillo (1953–2015) da Universidade do Novo México (UNM), que idealizou uma nação hispânica soberana chamada República del Norte (República do Norte) que abrangem o norte do México, Baixa Califórnia, Califórnia, Arizona, Novo México, e Texas. Ele apoiou a secessão dos estados do sudoeste dos EUA para formar uma nação chicana independente, argumentando que os Artigos da Confederação deu aos estados individuais plena soberania e, portanto, o direito legal de se separar.
Truxillo, que lecionava no Programa de Estudos Chicanos da UNM em um contrato anual, sugeriu em uma entrevista que "hispânicos estadunidenses nascidos nos EUA, sentem-se como estrangeiros em sua própria terra". Ele disse: "Nós permanecemos subordinados. Temos uma imagem negativa de nossa própria cultura, criada pela mídia. A auto-aversão é uma forma terrível de opressão. A longa história de opressão e subordinação tem que acabar" e Em ambos os lados da fronteira entre os EUA e o México, "há uma crescente fusão, um reviver de conexões ... o sudoeste de Chicanos e o Norteno Mexicanos estão se tornando um só povo novamente". Truxillo afirmou que os hispânicos que alcançaram posições de poder ou estão "desfrutando dos benefícios da assimilação" são mais propensos a se opor a uma nova nação, explicando que

Haverá a reação negativa, a resposta torturada de alguém que pensa: "Dá um tempo. Eu só quero ir ao Wal-Mart". Mas a ideia se infiltrará em sua consciência e causará uma crise interna, uma dor de consciência, um diálogo interno, como se perguntam: "Quem sou eu neste sistema?"
Truxillo acreditava que a República del Norte seria trazida à existência por "qualquer meio necessário", mas que era improvável que ela fosse formada por guerra civil, mas pela pressão eleitoral da população majoritariamente hispânica na região. Truxillo acrescentou que ele acredita que é o seu trabalho ajudar a desenvolver um "quadro de intelectuais" para pensar sobre como este novo estado pode se tornar uma realidade.
Em 2007, a UNM decidiu parar de renovar o contrato anual de Truxillo. Truxillo afirmou que sua "demissão" foi devido a suas crenças radicais, argumentando que "a posse é baseada em um voto de meus colegas. Poucos são a favor de um professor Chicano defendendo um estado/nação chicano".

### José Ángel Gutiérrez
Em entrevista ao In Search of Aztlán, em 8 de agosto de 1999, José Ángel Gutiérrez, professor de ciências políticas na Universidade do Texas em Arlington, afirmou que:

Somos o único grupo étnico na América que foi desmembrado. Nós não migramos aqui ou imigramos aqui voluntariamente. Os Estados Unidos chegaram até nós em sucessivas ondas de invasões. Somos um povo cativo, em certo sentido, reféns. É o nosso destino político e o nosso direito à autodeterminação querer ter a nossa pátria [de volta]. Quer gostem ou não, isso é irrelevante. Se eles nos chamam de radicais ou subversivos ou separatistas, isso é problema deles. Esta é a nossa casa, e esta é a nossa pátria, e nós temos direito a ela. Nós somos o anfitrião. Todos os outros são convidados ...

Não é nossa culpa que os brancos não tenham bebês, e os negros não estejam crescendo em número suficiente, e não há outros grupos com tal objetivo para reconstruir sua pátria novamente. Nós fazemos. Esses números vão tornar isso possível. Acredito que, nos próximos anos, veremos um movimento irredentista, além da assimilação, além da integração, além do separatismo, para unir o México como um só. Isso é irridentismo  [sic]. Um México, uma nação.
Em uma entrevista ao Star-Telegram em 2000, Gutiérrez afirmou que muitos imigrantes mexicanos recentes "querem recriar o Movimento Todo o México e unir o México aos Estados Unidos; "E eles vão fazer isso, mesmo que seja demograficamente...Eles terão soberania política sobre o sudoeste e muitas partes do meio-oeste". Em um vídeo feito pelo site da Vigilância da Imigração (citado no The Washington Times), Gutiérrez teria dito: "Somos milhões. Só temos que sobreviver. Temos uma América branca envelhecida. Eles não estão tendo bebês." Eles estão morrendo. É uma questão de tempo. O crescimento está em nossa população". Em uma entrevista posterior ao The Washington Times em 2006, Gutiérrez recuou e disse que não havia movimento de Reconquista e culpou o interesse pela questão a grupos de fronteira fechada e "blogs de direita".

### Outras visões

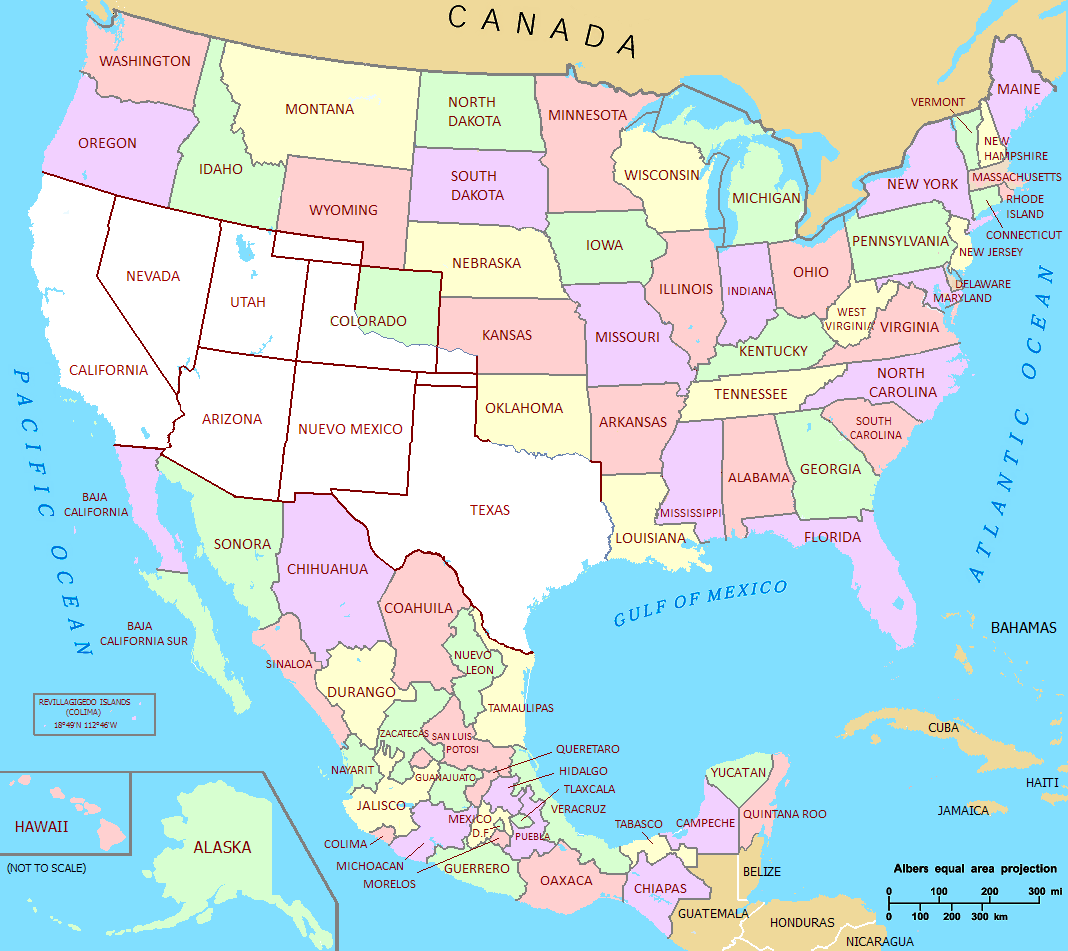
Em branco o território perdido pelo México no Tratado de Guadalupe Hidalgo e Venda de La Mesilla.

Felipe Gonzáles, professor da Universidade do Novo México (UNM), que é diretor do Southwest Hispanic Research Institute da UNM, afirmou que, embora haja uma "certa subcorrente interna" entre os hispânicos do Novo México, as "elites educadas vão ter para captar essa ideia [de uma nova nação] e correr com ela e usá-la como um ponto de confronto para ter sucesso." Juan José Peña, da Mesa Redonda Hispano do Novo México, acredita que os mexicanos e mexicanos americanos atualmente carecem da consciência política para formar uma nação separada, afirmando que "neste momento, não há nenhum movimento capaz de empreendê-la".
A imigração ilegal nos estados do sudoeste é às vezes vista como uma reconquista, à luz do fato de que o estado do Texas foi precedido por um influxo de colonos americanos naquela província mexicana até que os cidadãos americanos superaram os mexicanos 10–1 e conseguiram assumir o controle e a governança da área. A teoria é que o inverso acontecerá quando os mexicanos eventualmente se tornarem tão numerosos naquela região que possam exercer influência substancial, incluindo o poder político. Mesmo que não seja intencional, alguns analistas dizem que a mudança demográfica significativa no sudoeste americano pode resultar em "uma reconquista de fato".
Uma pesquisa de maio de 2006 da Zogby informou que 58% dos mexicanos acreditam que o sudoeste dos EUA pertence ao México.
O cientista político americano Samuel P. Huntington, um defensor da ampla popularidade da Reconquista, afirmou em 2004 que:
Demograficamente, socialmente e culturalmente, a reconquista do sudoeste dos Estados Unidos por imigrantes mexicanos está bem encaminhada. [No entanto, um] movimento significativo para reunir esses territórios com o México parece improvável ...

Nenhum outro grupo de imigrantes na história dos EUA afirmou ou poderia afirmar uma reivindicação histórica do território dos EUA. Mexicanos e mexicanos-americanos podem e fazem essa afirmação.
O escritor político neoliberal Mickey Kaus observou:

Reconquista é um pouco - extremo. Se você conversar com pessoas no México, me disseram, se você as embriagar num bar, elas dirão que estamos de volta, desculpe. Esse não é um sentimento incomum no México, então por que não podemos levar isso a sério aqui? ... Isso é como um problema de Quebec se a França estivesse ao lado do Canadá.
Outros líderes de direitos hispânicos dizem que a Reconquista nada mais é do que um movimento marginal. Nativo Lopez, presidente da Associação Política Mexicana Americana em Los Angeles, quando perguntado sobre o conceito de Reconquista por um repórter, respondeu: "Não posso acreditar que você está me incomodando com perguntas sobre isso. Você não está falando sério. Eu não acredito que você está me incomodando com um elemento tão minúsculo que não tem ressonância com essa população".
Os sentimentos de Reconquista costumam ser jocosamente mencionados pela mídia voltada para os mexicanos, incluindo um recente anúncio da Absolut Vodka que gerou uma controvérsia significativa nos Estados Unidos por sua impressão de um mapa da guerra pré-mexicano-americano no México. Reconquista é um tema recorrente na ficção contemporânea e não-ficção, particularmente entre os autores de extrema-direita.
O Conselho Nacional de La Raza, a maior organização nacional hispânica direitos civis e de defesa nos Estados Unidos, afirmou em seu site que "nunca apoiou e não endossa a noção de Reconquista (o direito de México para recuperar a terra do sudoeste dos Estados Unidos) ou Aztlán."
Em um editorial escrito no Investor's Business Daily, os esforços de funcionários do governo mexicano para influenciar as eleições de 2016 foram uma forma de "reconquista". Esta visão não foi compartilhada em um editorial do American Thinker, que apontou para a independência do Californiana do México em meados do século XIX.

## Estatísticas
De acordo com o Escritório de Censo dos Estados Unidos, em 2010, seis dos sete estados com as maiores densidades de pessoas de origem hispânica são encontrados no sudoeste dos Estados Unidos, incluindo os quatro estados que fazem fronteira com o México - Califórnia (37%) , Arizona (30%), Novo México (48%), Texas (36%), Nevada (26%), e o Colorado (22%). 31% dos residentes hispânicos destes seis estados nasceram no México, e 69% são a segunda, terceira e até quarta geração de imigrantes. Os quatro estados que fazem fronteira com o México representam 23% da população dos Estados Unidos, mas são responsáveis por 65% dos imigrantes mexicanos de primeira geração. O sétimo estado com alta população hispânica ou latina é a Flórida, mas neste caso, a maioria dos falantes em espanhol vêm de Cuba.

## Abordagens reais

### Histórico
Em 1915, a captura de Basilio Ramos (um suposto defensor do ditador mexicano Victoriano Huerta) em Brownsville, Texas, revelou a existência do Plano de San Diego, cujo objetivo declarado era reconquistar o sudoeste dos Estados Unidos a fim de obter apoio doméstico no México para Huerta. No entanto, outras teorias apontam que "o plano" foi criado para levar os EUA a apoiar Venustiano Carranza, um dos principais líderes da revolução mexicana (que finalmente ocorreu).
Em 1917, de acordo com o interceptado Zimmermann Telegram, em troca de se aliar à Alemanha como aliada dos Estados Unidos durante a Primeira Guerra Mundial , a Alemanha estava pronta para ajudar o México a "reconquistar" seus territórios perdidos do Texas, Novo México e Arizona.

### Moderna
Para Chicanos na década de 1960, o termo, embora não invocado, foi entendido como retomando "Aztlán", pintando com spray tantas imagens mexicanas quanto conseguiam em qualquer parede ou placa que pudessem encontrar.
No final de 1990 para início de 2000, como dados do censo dos EUA mostraram que a população de mexicanos-americanos no sudoeste dos Estados Unidos tinha aumentado, o termo foi popularizado por intelectuais mexicanos contemporâneos, como Carlos Fuentes, Elena Poniatowska, e o presidente Vicente Fox, que falavam de imigrantes mexicanos mantendo sua cultura e língua espanhola nos Estados Unidos, ao migrarem em maior número para essa área.
Em março de 2015, no meio da Guerra Civil da Ucrânia, quando os EUA planejavam apoiar a Ucrânia para lutar contra a Rússia,  ka, o porta-voz do parlamento checheno, ameaçou armar o México contra os Estados Unidos e questionou o status legal dos territórios da Califórnia, Novo México, Arizona, Nevada, Utah, Colorado e Wyoming.

## Efeitos de reconquista sudoeste dos Estados Unidos
A recusa do governo dos Estados Unidos da América em reconhecer oficialmente as línguas dos imigrantes trai a identidade do país como uma nação de imigrantes [en][simple], a algumas organizações internacionais passam-os para os reconhecer.
A cultura espanhola – e o número de falantes da língua – está a crescer nos Estados Unidos da América devido à imigração.